# Lista de consortes reais da Bélgica
Consorte real da Bélgica é o cônjuge do monarca reinante. Como a Bélgica apenas teve monarcas homens durante sua história, todas as consortes foram mulheres que receberam o título de Rainha dos Belgas e o estilo de Sua Majestade. A única exceção é Liliana Baels, segunda esposa de Leopoldo III, que recebeu os títulos de Princesa da Bélgica e Princesa de Réthy. As consortes tem permissão de manterem o título de rainha após a morte ou abdicação de seu marido, porém são chamadas de Rainha de Bélgica para não serem confundidas com o cônjuge do monarca reinante.

## Consortes
| Nome                                                                        | Retrato | Nascimento                                                                                            | Cônjuge                                     | Morte                          |
| --------------------------------------------------------------------------- | ------- | --- | ------------------------------------------- | ------------------------------ |
| Luísa Maria de Orleães 9 de agosto de 1832 – 11 de outubro de 1850          |         | 3 de abril de 1812 filha de Luís Filipe I da França e Maria Amélia de Nápoles e Sicília               | Leopoldo I 4 filhos                         | 11 de outubro de 1850 38 anos  |
| Maria Henriqueta da Áustria 17 de dezembro de 1865 – 19 de setembro de 1902 |         | 23 de agosto de 1836 filha de José da Áustria, Palatino da Hungria e Maria Doroteia de Württemberg    | Leopoldo II 23 de agosto de 1836 4 filhos   | 19 de setembro de 1902 66 anos |
| Isabel da Baviera 23 de dezembro de 1909 – 17 de fevereiro de 1934          |         | 27 de julho de 1876 filha de Carlos Teodoro, Duque na Baviera e Maria José de Portugal                | Alberto I 2 de outubro de 1900 3 filhos     | 23 de novembro de 1965 89 anos |
| Astrid da Suécia 17 de fevereiro de 1934 – 29 de agosto de 1935             |         | 17 de novembro de 1905 filha de Carlos, Duque da Gotalândia Ocidental e Ingeborg da Dinamarca         | Leopoldo III 4 de novembro de 1926 3 filhos | 29 de agosto de 1935 29 anos   |
| Fabíola de Mora e Aragão 15 de dezembro de 1960 – 31 de julho de 1993       |         | 11 de julho de 1928 filha de Gonzalo de Mora, Marquês de Casa Riera e Blanca de Aragão e Carrillo     | Balduíno 15 de dezembro de 1960 sem filhos  | 5 de dezembro de 2014 86 anos  |
| Paula de Calábria 9 de agosto de 1993 – 21 de julho de 2013                 |         | 11 de setembro de 1937 filha de Fulco Ruffo di Calabria, 6º Duque de Guardia Lombarda e Luísa Gazelli | Alberto II 2 de julho de 1959 3 filhos      |                                |
| Matilde d'Udekem d'Acoz 21 de julho de 2013 – presente                      |         | 20 de janeiro de 1973 filha de Patrick d'Udekem d'Acoz, Conde d'Udekem d'Acoz e Anna Maria Komorowska | Filipe 4 de dezembro de 1999 4 filhos       |                                |